# 인천효성동초등학교
인천효성동초등학교는 대한민국 인천광역시 계양구에 있는 공립 초등학교이다.

## 학교 연혁
- 1985년 10월 4일: 개교

## 참고 자료
- 인천효성동초등학교 - 한국교육학술정보원 학교알리미